# Георге, Тудор
Тудор Георге (рум. Tudor Gheorghe; 1 августа 1945, с. Подари, жудец Долж, Румыния) — румынский музыкант, певец, актёр и поэт.

## Биография
Родился в Валахии. Сын члена Железной гвардии. В 1966 году окончил театральный института им. И. Л. Караджале в Бухаресте.
Начинал, как актёр, на сцене Национального театра в Крайове, позже начал сочинять музыку и выступать с концертами. В 1969 году совершил первый национальный тур, который принёс Т. Георге известность в качестве представителя современной народной музыки Румынии. Исполняет от румынских народных, религиозных, детских и классических произведений до популярной музыки.
Известен, в первую очередь, своей политической подоплекой в музыкальной карьере и сотрудничеством со многими известными представителями румынской поэзии конца XX-го века. Его музыкальная деятельность ассоциируется в Румынии с антикоммунистическими проявлениями. За свою политическую активность, подвергался серьёзной критике и цензуре в период коммунистического правления Чаушеску. С 1987 года ему было запрещено выступать с концертами и записываться.
После румынской революции запрет на выступления Т. Георге был отменён. В 1992 году возобновил концертную деятельность. С 1998 постоянно гастролировал и записал большинство своих концертов, выпустил ряд альбомов. Поставил и исполнил более 20 музыкально-поэтических спектаклей.

## Награды
- Рыцарский Крест ордена Звезды Румынии (2002)
- Орден Республики (23 ноября 2010 года, Молдавия) — в знак признания особых заслуг в развитии музыкального искусства, за значительный вклад в пропаганду национальных культурных ценностей и высокое профессиональное мастерство[1]
- Занимает 76 место в списке 100 величайших румын (Mari Români) (2006)
- Почётный доктор Крайовского университета и Университета Брынкуши[рум.] в Тыргу-Жиу.
- Почётный гражданин Бухареста (29 января 2020 года)[2]

## Дискография

### Студийные альбомы
| Год  | Альбом                                |
| ---- | ------------------------------------- |
| 1973 | Viața Lumii                           |
| 1975 | Cîntece. De Dragoste, de Țară         |
| 1976 | Veniți, Privighetoarea Cîntă          |
| 1978 | Tudor Gheorghe                        |
| 1989 | Primăvara                             |
| 2001 | Primăvara Simfonic                    |
| 2001 | Toamna Simfonic                       |
| 2002 | Petrecerea cu Taraf                   |
| 2002 | Pe-un Franc Poet                      |
| 2003 | Iarna Simfonic                        |
| 2004 | Diligența cu Păpuși                   |
| 2006 | Trimite Vorbă — Petrecerea cu Taraf 2 |

### Live albums
| Год  | Альбом                                            |
| ---- | ------------------------------------------------- |
| 1998 | Reîntoarcerea                                     |
| 2000 | Mie-mi Pasă!                                      |
| 2005 | Răsuri și Trandafiri                              |
| 2006 | Cu Iisus în Celulă                                |
| 2006 | În Căutarea Dorului Pierdut                       |
| 2006 | Vara Simfonic                                     |
| 2007 | Calvarul Unei Inime Pribegi                       |
| 2007 | Cand Dumnezeu Era Mai Jos — Petrecerea cu Taraf 3 |
| 2007 | Parfumele Nebunelor Dorinți                       |
| 2013 | Degeaba                                           |
| 2013 | Mahalaua Mon Amour                                |
| 2013 | La Margine de Imperii                             |
| 2013 | Chemarea Păsarii de Acasă                         |